# Monceau-le-Neuf-et-Faucouzy
Monceau-le-Neuf-et-Faucouzy – miejscowość i gmina we Francji, w regionie Hauts-de-France, w departamencie Aisne.
Według danych na styczeń 2014 roku gminę zamieszkiwało 355 osób, a gęstość zaludnienia wynosiła 18 osób/km².